# فاعل بالسطح فلوري

بنية PFOS، فاعل بالسطح فلوري فعال متراكم حيويًا.

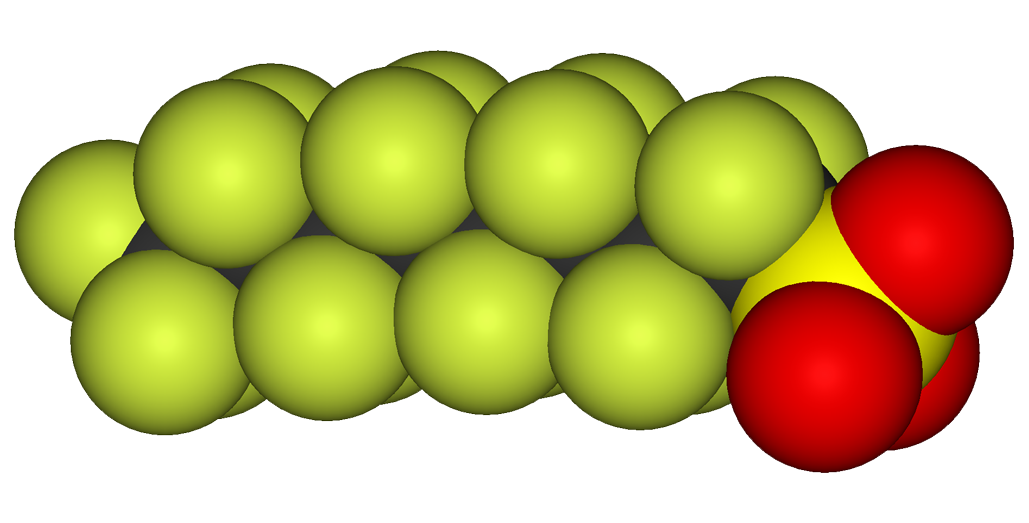
نموذج فراغي لـ PFOS

الفاعلات بالسطح الفلورية (بالإنجليزية: Fluorosurfactants)‏ هي مركبات كيميائية فلورية عضوية فيها ذرات فلور متعددة. ويمكن أن تكون متعددة الفلورة أو أن تكون قائمة على الفلوروكربون
وتقوم الفاعلات بالسطح الفلورية بتخفيض الشد السطحي للماء على نحو أكبر مقارنة بالفاعلات بالسطح الهيدروكربونية. ولها «ذيل» مفلور و«رأس» محب للماء. وقد وجدت بعض الفاعلات بالسطح الفلورية مثل PFOS في البشر والحيوانات.

## المخاوف الصحية والبيئية

### مخاوف الصحة البشرية المتعلقة بفاعلات السطح الفلورية
عندما استعملت في أوائل الأربعينات من القرن العشرين، اعتبرت خاملة كيميائياً. كشفت الدراسات الأولية عن مستويات مرتفعة من المواد الكيميائية الفلورية، بما في ذلك حمض بيرفلوروأوكتان السلفونيك (PFOS) وحمض بيرفلورو الأوكتانويك(PFOA، C8)، في دم العمال المتعرضين لها، ولكنها لم تذكر أي آثار ضارة على الصحة. وكانت هذه النتائج متوافقة مع تراكيز PFOS و PFOA في دم عمال مصنع 3M والتي تراوحت بين 0.04 إلى 10.06 جزء في المليون و 0.01 إلى 12.70 جزء في المليون على التوالي، وهي أقل بكثير من المستويات السامة والمسرطنة المذكورة في دراسات الحيوانات. ومع ذلك، نظرًا لخاصية الفاعلات بالسطح الفلوريةكـ "مركبات باقية إلى الأبد" (نصف العمر التصفية للدم حوالي 4-5 سنوات) وتلوث البيئة واسع النطاق، أثبت تراكم الجزيئات في البشر لدرجة أن هناك نتائج صحية سلبية قد نتجت عن ذلك.

تأثيرات التعرض للفاعلات بالسطح الفلورية على الصحة البشرية

وقد ربطت مسببات اضطراب الغدد الصماء، بما في ذلك PFAS، بانخفاض سريع في الخصوبة البشرية. في تحليل تلوي للارتباطات بين PFAS ومؤشرات الإصابة الكلية البشرية لإصابات الكبد، اعتبر الباحثون كل من تأثيرات PFAS على مؤشرات الكبد والبيانات النسيجية من دراسات التجارب على القوارض، واستنتجوا أن هناك دلائل تُظهر أن PFOA حمض بيرفلوروهكسان السلفونيك، وحمض البيرفلورونونانويك (PFNA) هي سامة للكبد بالنسبة للبشر.

## الأنظمة

### اتفاقية ستوكهولم
منذ عام 2009، أدرجت الفاعلات بالسطح الفلورية وأملاحها في إطار هذه الاتفاقية على قائمة الملوثات العضوية الثابتة بسبب طبيعتها الشائعة، والثابتة، والقابلة للتراكم الحيوي، والسامة.